# Список почётных граждан Находки
Почётный житель Находки — почётное звание, присуждаемое за выдающиеся заслуги лица перед жителями Находки, высшая награда города. Присвоение звания приурочено к празднованию Дня города — 18 мая.
Звание присваивается с 1967 года и в 2011 году присуждено 49 гражданам, среди которых работники находкинских предприятий, руководители города, краеведы, а также иностранные граждане.
Согласно Положению о порядке присвоения звания «Почетный житель города Находки» от 2005 года, выдающиеся заслуги лица должны подтверждаться наградами, премиями, почётными званиями России, Приморского края и общероссийских общественных объединений, почётными грамотами Приморского края и Находкинского городского округа. Кандидатура Почётного жителя рассматривается создаваемой комиссией по присвоению звания, окончательное решение о присвоении звания принимается главой городского округа. Награждение званием осуществляется главой округа и заключается во вручении Почётному жителю удостоверения, ленты, знака «Почётный житель города Находки» и ценного подарка (стоимостью до 2000 рублей).
Медаль Почётного жителя представляет собой десятилучевую звезду из жёлтого металла, в центре — эмалиевый круг с гербом города, обрамлённый круговой надписью «Почётный житель города Находки». Нагрудный знак является уменьшенной копией медали.
Почетный житель получает право на внеочередной приём у любого должностного лица органов местного самоуправления Находкинского городского округа, льготное получение муниципального жилья, ежегодное материальное вознаграждение в размере 3000 рублей ко Дню города, ежемесячную материальную помощь в размере 4000 рублей, а также оплату расходов на погребение за счёт средств городского бюджета.

## Почётные жители Находки
На 4 июня 2022 года:
- Баранов Анатолий Анатольевич
- Беляева Людмила Николаевна
- Боганов Лев Николаевич
- Бондаренко Константин Яковлевич
- Гейц Степан Николаевич
- Гладких Борис Иннокентьевич
- Гнездилов Виктор Семенович
- Горбуль Юрий Владимирович
- Гриднев Василий Алексеевич
- Донец Николай Федорович
- Дорофеев Василий Григорьевич
- Дуглас Тимоти
- Жебелев Геннадий Прокофьевич
- Заживихина Евдокия Сергеевна
- Зверев Владимир Герасимович
- Ибрагимов Алексей Савельевич
- Иванов Александр Владимирович
- Исакович Карл Львович
- Карабанов Дмитрий Иванович
- Карнович Александр Васильевич
- Кобаяси Хидэо
- Коваль Владимир Максимович
- Ковбаса Николай Федорович
- Колесниченко Анатолий Николаевич
- Конюхов Федор Филиппович
- Копылова Галина Степановна
- Крутовская Любовь Васильевна
- Кузовова Светлана Михайловна
- Кушнарев Сергей Николаевич
- Мазур Елена Владимировна
- Малаховский Вацлав Иосифович
- Маяков Григорий Архипович
- Мельников Юрий Денисович
- Меринов Юрий Николаевич
- Мотоичи Сэтояма
- Мурзаев Геннадий Николаевич
- Мясников Гелий Николаевич
- Окунев Анатолий Михайлович
- Омельченко Геннадий Алексеевич
- Осипов Виктор Дмитриевич
- Паутова Раиса Нуриевна
- Пестерева Инесса Александровна
- Подольский Михаил Титович
- Попова Мария Георгиевна
- Родохлеб Юрий Емельянович
- Рябцева Людмила Андреевна
- Смирнов Геннадий Николаевич
- Смолякова Людмила Петровна
- Супрунов Владимир Степанович
- Фастов Марк Иванович
- Фёдоров Сергей Павлович
- Че Кьюнг Сун
- Черномор Александр Кириллович
- Шевчук Василий Куприянович
- Шепчугов Павел Иванович
- Шовба Галина Гавриловна
- Шурыгина Любовь Михайловна